# آراگون (نیومکزیکو)
آراگون، نیومکزیکو (به انگلیسی: Aragon) یک منطقهٔ مسکونی در ایالات متحده آمریکا است که در شهرستان کترون، نیومکزیکو واقع شده‌است. آراگون ۲۱٫۹ کیلومتر مربع مساحت و ۹۴ نفر جمعیت دارد.